# Fitinghoff
Fitinghoff är en vittförgrenad adelsätt introducerad på riddarhusen i Stockhom, Riga och Kuressaare (Riddarhuset i Arensburg). Släktens medlemmar skrev sig ursprungligen von Vietinghoff.

## Historia
Ätten uppges härstamma från den historiska regionen Westfalen och återfinns i Livland under medeltiden, där ättemedlemmarna tillhörde minoriteten balttyskar.
Släkten slog sig ned i vad som i dag motsvarar Lettland och Estland under de livländska korstågen. Senare medlemmar av släkten flyttade till Sverige, Danmark, Polen, Tyskland och kejsardömet Ryssland.

## Förgreningar

### Lettland
År 1890 grundades en släktförening Riga, som senare ombildades till Verband der Freiherren, Barone und Herren v. Vittinghoff, v. Vietinghoff och v. Schell eV.

### Sverige
Den svenska ättegrenen säger sig härstamma från den från Ösel inkomne generalmajoren och häradshövdingen Johan von Vietinghoff som naturaliserades som adelsman i Sverige 1634.
Den svenska grenen skriver sig Fitinghoff, och till den grenen hör författarna Laura och Rosa Fitinghoff.

## Personer efter namnvarianter

### Fitinghoff
- Laura Fitinghoff (1848–1908), svensk författare
- Rosa Fitinghoff (1872–1949), svensk författare

### von Vietinghoff
- Barbara Juliane von Vietinghoff (1764–1824), balttysk predikant
- Egon von Vietinghoff (1903–1994), tysk-schweizisk konstnär
- Heinrich von Vietinghoff (1887–1952), tysk militär
- Johan von Vietinghoff (död 1685), svensk generalmajor och häradshövding
- Otto von Vietinghoff (1686–före 1735), svensk militär

### von Vitinghove
- Arnold von Vitinghove (död 1364), landmeister av Tyska orden i Livland